# Największe jeziora Polski
Największe jeziora Polski – artykuł przedstawia listę jezior naturalnych w Polsce według powierzchni. Tabela zbiera dane na temat jezior o powierzchni powyżej 1000 hektarów (w Polsce jest co najmniej 7081 jezior).

## Lista największych jezior w Polsce
| Lp. | Jezioro (nazwa oficjalna)                                    | Dorzecze        | Województwo                        | Powierzchnia według IRŚ (ha) | Powierzchnia według A. Choińskiego (ha) | Powierzchnia według innych źródeł (ha) | Głębokość maksymalna (m)         | Wzniesienie m n.p.m. |
| --- | ------------------------------------------------------------ | --------------- | ---------------------------------- | ---------------------------- | --------------------------------------- | -------------------------------------- | -------------------------------- | -------------------- |
| 1   | Śniardwy                                                     | Pisa            | warmińsko-mazurskie                | 11340,4                      | 11487,5                                 |                                        | 23,4                             | 115,7-116,1          |
| 2   | Mamry (cały kompleks)                                        | Węgorapa        | warmińsko-mazurskie                | 10282,4                      | 9851,0                                  |                                        | 43,8                             | 115,7-116,3          |
| 3   | Łebsko                                                       | Łeba            | pomorskie                          | 7140,0                       | 7020,0                                  |                                        | 6,3                              | 0,2                  |
| 4   | Dąbie                                                        | u ujścia Odry   | zachodniopomorskie                 |                              |                                         | 5408,0                                 | 4,2                              | 0,1                  |
| 5   | Miedwie                                                      | Płonia          | zachodniopomorskie                 | 3527,0                       | 3491,0                                  |                                        | 43,8 (największa kryptodepresja) | 14,1                 |
| 6   | Jeziorak                                                     | Drwęca          | warmińsko-mazurskie                | 3219,4                       | 3152,5                                  |                                        | 12,9                             | 99,2-99,4            |
| 7   | Niegocin                                                     | Pisa            | warmińsko-mazurskie                | 2600,0                       | 2595,0                                  |                                        | 39,7                             | 115,7-116,2          |
| 8   | Gardno                                                       | Łupawa          | pomorskie                          | 2468,1                       | 2337,5                                  |                                        | 2,6                              | 0,3                  |
| 9   | Jamno                                                        | Morze Bałtyckie | zachodniopomorskie                 | 2239,6                       | 2231,5                                  |                                        | 3,9                              | 0,1                  |
| 10  | Gopło                                                        | Noteć           | kujawsko-pomorskie · wielkopolskie | 2154,5                       | 2121,5                                  |                                        | 16,6                             | 76,8-77,2            |
| 11  | Wigry                                                        | Czarna Hańcza   | podlaskie                          | 2118,3                       | 2115,0                                  |                                        | 74,2                             | 131,9                |
| 12  | Roś                                                          | Pisa            | warmińsko-mazurskie                | 1887,7                       | 1808,5                                  |                                        | 31,8                             | 114,5-115,4          |
| 13  | Drawsko                                                      | Drawa           | zachodniopomorskie                 | 1871,5                       | 1797,5                                  |                                        | 82,2                             | 128,7                |
| 14  | Tałty-Ryńskie                                                | Pisa            | warmińsko-mazurskie                | 1831,2                       | 1796,0                                  |                                        | 50,8                             | 116,0                |
| 15  | Nidzkie                                                      | Pisa            | warmińsko-mazurskie                | 1818,0                       | 1750,0                                  |                                        | 23,7                             | 117,7-117,9          |
| 16  | Wielimie                                                     | Gwda            | zachodniopomorskie                 | 1754,6                       | 1637,5                                  |                                        | 5,5                              | 132,7                |
| 17  | Bukowo                                                       |                 | zachodniopomorskie                 | 1747,4                       | 1644,0                                  |                                        | 2,8                              | 0,2                  |
| 18  | Rajgrodzkie                                                  | Lega            | podlaskie · warmińsko-mazurskie    | 1503,2                       | 1499,0                                  |                                        | 52,0                             | 117,5-118,6          |
| 19  | Wdzydze                                                      | Wda             | pomorskie                          | 1455,6                       | 1417,0                                  |                                        | 68-69,5                          | 139,2                |
| 20  | Druzno                                                       |                 | warmińsko-mazurskie                | 1446,0                       | 1147,5                                  | 1446,0 – 1790,1                        | 2,5                              | 0,1                  |
| 21  | Lubie                                                        | Drawa           | zachodniopomorskie                 | 1439,0                       | 1487,5                                  |                                        | 46,2                             | 95,0                 |
| 22  | Żarnowieckie                                                 | Piaśnica        | pomorskie                          | 1431,6                       | 1425,0                                  |                                        | 19,4                             | 1,4                  |
| 23  | Charzykowskie                                                | Brda            | pomorskie                          | 1363,8                       | 1336,0                                  |                                        | 30,5                             | 121,0                |
| 24  | Selmęt Wielki                                                | Lega            | warmińsko-mazurskie                | 1269,5                       | 1207,5                                  |                                        | 21,9                             | 120,7                |
| 25  | Narie                                                        | Miłakówka       | warmińsko-mazurskie                | 1240,0                       | 1225,0                                  |                                        | 43,0                             | 104,6-105,           |
| 26  | Wicko Wielkie                                                |                 | zachodniopomorskie                 |                              |                                         | 1200                                   | 6,1                              |                      |
| 27  | Powidzkie                                                    | Meszna          | wielkopolskie                      | 1174,7                       | 1097,5                                  | 1035,9                                 | 46,0                             | 98,3-98,5            |
| 28  | Raduńskie (dotyczy jezior Raduńskie Górne i Raduńskie Dolne) | Radunia         | pomorskie                          | 1124,4                       | 1066,0                                  |                                        | 43,0                             | 161,6                |
| 29  | Orzysz                                                       | Pisa            | warmińsko-mazurskie                | 1070,7                       | 1012,5                                  |                                        | 36,0                             | 119,7-120,0          |
| 30  | Wicko                                                        |                 | zachodniopomorskie                 | 1058,9                       | 1031,0                                  |                                        | 6,1                              | 0,3                  |
| 31  | Łańskie                                                      | Łyna            | warmińsko-mazurskie                | 1042,3                       | 1070,0                                  |                                        | 53,0                             | 134,7-134,9          |
| 32  | Pile                                                         | Piława          | zachodniopomorskie                 | 980,1                        | 979,0                                   |                                        | 43,9                             |                      |
| 33  | Dadaj                                                        | Łyna            | warmińsko-mazurskie                | 976,8                        | 975,0                                   |                                        | 39,8                             | 122,5-122,9          |